# Oreophryne furu
Oreophryne furu es una especie de anfibio anuro de la familia Microhylidae.

## Distribución geográfica
Esta especie es endémica de la provincia indonesia de Papúa en Nueva Guinea Occidental. Es conocida solo en su localidad típica, cerca de Dabra en la cuenca de Mamberamo.

## Descripción
Oreophryne furu mide de 20 a 25 mm.

## Etimología
El nombre de su especie, furu, le fue dado en referencia al río del mismo nombre, un pequeño afluente del Maberamo, pero también fue el nombre del campo base de la expedición.

## Publicación original
- Günther, Richards, Tjaturadi & Iskandar, 2009 : A new species of the microhylid frog genus Oreophryne from the Mamberamo Basin of northern Papua Province, Indonesian New Guinea. Vertebrate Zoology, vol. 59, n.º 2, p. 147-155[2]